# Odontofusus
Odontofusus is een geslacht van uitgestorven weekdieren uit de klasse van de Gastropoda (slakken). Exemplaren van dit geslacht zijn slechts als fossiel bekend.

## Soort
- Odontofusus curvicostatus Wade, 1926 †

Deze soortnaam is niet meer van toepassing en is hernoemd naar onderstaande soortnaam:

## Nieuwe soortnaam
- Bellifusus curvicostatus (Wade, 1926) †